# モンテ・サン・ピエトランジェリ
モンテ・サン・ピエトランジェリ（伊: Monte San Pietrangeli）は、イタリア共和国マルケ州フェルモ県にある、人口約2,200人の基礎自治体（コムーネ）。

## 地理

### 位置・広がり
フェルモ県のコムーネ。県都フェルモから西北西へ12kmの距離にある。

#### 隣接コムーネ
隣接するコムーネは以下の通り。括弧内のMCはマチェラータ県所属を示す。
- コッリドーニア (MC)
- フランカヴィッラ・デーテ
- モンテ・サン・ジュスト (MC)
- モンテジョルジョ
- モンテグラナーロ
- ラパニャーノ
- トッレ・サン・パトリーツィオ

### 気候分類・地震分類
モンテ・サン・ピエトランジェリにおけるイタリアの気候分類 (it) および度日は、zona D, 1922 GGである。
また、イタリアの地震リスク階級 (it) では、zona 2 (sismicità media) に分類される。